# Elecciones legislativas de Colombia de 1998
El domingo 8 de marzo de 1998 se efectuaron en Colombia los comicios para elegir la composición del Congreso de la República. 

## Sistema de elección
En estas elecciones, de acuerdo con las normas vigentes, se le permitió a los partidos políticos inscribir listas múltiples, junto con la posibilidad de inscribir candidatos independientes. 
Esta opción se enmarcaba dentro del sistema de cociente y residuo electoral, donde la legislación permitía a los partidos mayoriatarios fragmentar sus listas para captar votos residuales mediante la llamada operación avispa.

## Resultados

### Senado

#### Votos por lista
De los 100 escaños de circunscripción nacional otorgados para Senado, las quince listas más votadas fueron:
| Número | Partido o movimiento            | Cabeza de lista            | Escaños | Votos obtenidos | Porcentaje |
| ------ | ------------------------------- | -------------------------- | ------- | --------------- | ---------- |
| 1      | Oxígeno Liberal                 | Íngrid Betancourt          | 2       | 158.184         | 1,901%     |
| 2      | Coalición                       | Fabio Valencia Cossio      | 2       | 134.727         | 1,619%     |
| 3      | Defensa Ciudadana               | Carlos Moreno de Caro      | 2       | 127.248         | 1,529%     |
| 4      | Partido Liberal Colombiano      | Alfonso Angarita Baracaldo | 1       | 118.256         | 1,421%     |
| 5      | ANAPO                           | Samuel Moreno Rojas        | 1       | 111.531         | 1,340%     |
| 6      | Partido Liberal Colombiano      | Rodrigo Rivera             | 1       | 105.455         | 1,267%     |
| 7      | Partido Liberal Colombiano      | Juan Manuel López Cabrales | 1       | 95.578          | 1,149%     |
| 8      | Partido Conservador Colombiano  | Carlos Holguín Sardi       | 1       | 87.852          | 1,056%     |
| 9      | Partido Liberal Colombiano      | Carlos Ardila Ballesteros  | 1       | 79.127          | 0,951%     |
| 10     | Partido Liberal Colombiano      | Aurelio Iragorri           | 1       | 73.939          | 0,889%     |
| 11     | Partido Liberal Colombiano      | Edgar Perea                | 1       | 71.510          | 0,859%     |
| 12     | Coalición                       | Hugo Serrano Gómez         | 1       | 71.229          | 0,856%     |
| 13     | Movimiento Bolivariano          | Carlos Alonso Lucio        | 1       | 70.581          | 0,848%     |
| 14     | Partido Liberal Colombiano      | Luis Fernando Londoño      | 1       | 66.408          | 0,798%     |
| 15     | Movimiento Nacional Conservador | William Montes             | 1       | 66.304          | 0,797%     |

#### Escaños por partido
Por la sumatoria total de escaños obtenidos por cada partido o movimiento político, las colectividades se distribuyeron los escaños del Senado así:
| Número | Partido o movimiento               | Cabeza de lista más votada         | Escaños | Porcentaje |
| ------ | ---------------------------------- | ---------------------------------- | ------- | ---------- |
| 1      | Partido Liberal Colombiano         | Alfonso Angarita Baracaldo         | 48      | 47.1%      |
| 2      | Partido Conservador Colombiano     | Carlos Holguín Sardi               | 15      | 14.7%      |
| 3      | Movimiento Nacional Conservador    | William Montes                     | 7       | 6.9%       |
| 4      | Oxígeno Liberal                    | Íngrid Betancourt                  | 2       | 2.0%       |
| 5      | Coalición                          | Fabio Valencia Cossio              | 2       | 2.0%       |
| 6      | Defensa Ciudadana                  | Carlos Moreno de Caro              | 2       | 2.0%       |
| 7      | Movimiento Nacional Progresista    | Antonio Guerra de la Espriella     | 2       | 2.0%       |
| 8      | Independientes y otros movimientos | Independientes y otros movimientos | 23      | 23.0%      |

1. ↑  Con un escaño cada uno: ANAPO, Movimiento Bolivariano, Movimiento de Salvación Nacional, Nueva Fuerza Democrática, Movimiento Conservador Independiente, Laicos por Colombia, Alianza Social Indígena, Movimiento C4, Educación, Trabajo y Cambio, Frente de Esperanza, Convergencia Popular Cívica, Movimiento Ciudadano, Partido Popular Colombiano, Vamos Colombia, Movimiento 98, Reconstrucción Democrática y Colombia Mi País. 5 coaliciones con un escaño cada una.

### Senadores electos
El orden de la lista obedece a la votación obtenida por cada senador .
| Senador Electo                                             | Partido o movimiento              | Votos   |
| ---------------------------------------------------------- | --------------------------------- | ------- |
| Íngrid Betancourt Pulecio                                  | Partido Oxígeno                   | 158.184 |
| Fabio Valencia Cossio                                      | Coalición                         | 134.727 |
| Carlos Abraham Moreno de Caro                              | Partido Defensa Ciudadana         | 127.248 |
| Alfonso Angarita Baracaldo                                 | Partido Liberal Colombiano        | 118.256 |
| Samuel Gustavo Moreno Rojas                                | Alianza Nacional Popular          | 111.531 |
| Rodrigo Rivera Salazar                                     | Partido Liberal Colombiano        | 105.455 |
| Juan Manuel López Cabrales                                 | Partido Liberal Colombiano        | 95.578  |
| Carlos Holguín Sardi                                       | Partido Conservador Colombiano    | 87.852  |
| Carlos Ardila Ballesteros                                  | Partido Liberal Colombiano        | 79.127  |
| Jorge Aurelio Iragorri Hormaza                             | Partido Liberal Colombiano        | 73.939  |
| Édgar José Perea Arias                                     | Partido Liberal Colombiano        | 71.510  |
| Hugo Serrano Gómez                                         | Coalición                         | 71.229  |
| Carlos Alonso Lucio López                                  | Movimiento Bolivariano            | 70.581  |
| Luis Fernando Londoño Capurro                              | Partido Liberal Colombiano        | 66.408  |
| William Alfonso Montes Medina                              | Partido Conservador Colombiano    | 66.304  |
| Jesús Enrique Piñacué Achicué                              | Alianza Social Independiente      | 66.287  |
| Mauricio Jaramillo Martínez                                | Partido Liberal Colombiano        | 65.290  |
| José Eduardo Gnecco Cerchar                                | Partido Liberal Colombiano        | 64.191  |
| Omar Yepes Alzate                                          | Partido Conservador Colombiano    | 63.694  |
| Jorge Eduardo Gechem Turbay                                | Partido Liberal Colombiano        | 63.486  |
| Fuad Ricardo Char Abdala                                   | Partido Liberal Colombiano        | 63.195  |
| Enrique Rafael Caballero Aduén                             | Coalición                         | 61.830  |
| Amikar David Acosta Medina                                 | Partido Liberal Colombiano        | 60.945  |
| Luis Humberto Gómez Gallo                                  | Partido Conservador Colombiano    | 60.569  |
| Roberto Víctor Gerlein Echeverría                          | Partido Conservador Colombiano    | 60.557  |
| José Antonio Name Terán                                    | Partido Liberal Colombiano        | 60.556  |
| Carlos Armando García Orjuela                              | Partido Liberal Colombiano        | 58.974  |
| José Ignacio Mesa Betancur                                 | Partido Liberal Colombiano        | 58.471  |
| Juan Martín Caicedo Ferrer                                 | Partido Liberal Colombiano        | 57.453  |
| Juan José Chaux Mosquera                                   | Partido Liberal Colombiano        | 57.417  |
| Carlos Adolfo Espinosa Facciolince                         | Partido Liberal Colombiano        | 57.270  |
| Germán Vargas Lleras                                       | Partido Liberal Colombiano        | 55.227  |
| Víctor Renán Barco López                                   | Partido Liberal Colombiano        | 55.074  |
| Mario Enrique Varón Olarte                                 | Partido Conservador Colombiano    | 54.554  |
| María del Socorro Bustamante Ibarra                        | Partido Liberal Colombiano        | 54.182  |
| Ciro Ramírez Pinzón                                        | Partido Conservador Colombiano    | 54.091  |
| Antonio del Cristo Guerra de La Espriella                  | Convergencia Ciudadana            | 53.963  |
| Piedad Esneda Córdoba Ruíz                                 | Partido Liberal Colombiano        | 53.903  |
| Vicente Blel Saad                                          | Partido Liberal Colombiano        | 53.761  |
| Julio César Caicedo Zamorano                               | Partido Liberal Colombiano        | 53.581  |
| Rafael Antonio Orduz Medina                                | Coalición                         | 53.490  |
| José Antonio Gómez Urrutia                                 | Partido Conservador Colombiano    | 52.594  |
| Francisco Javier Murgueitio Restrepo                       | Partido Conservador Colombiano    | 52.555  |
| Esperanza Muñoz Trejos de Abadía                           | Partido Liberal Colombiano        | 52.482  |
| Enrique Gómez Hurtado                                      | Movimiento de Salvación Nacional  | 52.106  |
| Miguel Pinedo Vidal                                        | Partido Liberal Colombiano        | 51.579  |
| José Aristides Andrade                                     | Partido Liberal Colombiano        | 50.202  |
| Micael Segundo Cotes Mejia                                 | Partido Conservador Colombiano    | 49.814  |
| Martha Catalina Daniels Guzmán                             | Partido Liberal Colombiano        | 49.351  |
| Julio Alberto Manzur Abdala                                | Partido Conservador Colombiano    | 49.133  |
| Consuelo Duran de Mustafa                                  | Coalición                         | 48.217  |
| Piedad del Socorro Zuccardi de García                      | Partido Liberal Colombiano        | 47.800  |
| Alfonso Lizarazo Sánchez                                   | Movimiento Obrero Independiente   | 47.286  |
| Isabel Celis Yáñez                                         | Partido Conservador Colombiano    | 47.043  |
| Claudia Blum de Barberi                                    | Movimiento 98                     | 46.648  |
| Jaime Rodrigo Vargas Suárez                                | Partido Liberal Colombiano        | 46.498  |
| Juan Fernando Cristo Bustos                                | Partido Liberal Colombiano        | 46.174  |
| Héctor Helí Rojas Jiménez                                  | Partido Liberal Colombiano]       | 45.533  |
| Carlos Celis Atria                                         | Partido Liberal Colombiano        | 45.532  |
| José Luis Mendoza Cárdenas                                 | Partido Liberal Colombiano        | 45.488  |
| Álvaro Alfonso García Romero                               | Convergencia Ciudadana            | 45.475  |
| Tito Edmundo Rueda Guarin                                  | Partido Liberal Colombiano        | 45.054  |
| Luis Eladio Pérez Bonilla                                  | Partido Liberal Colombiano        | 44.970  |
| William Jimmy Chamorro Cruz                                | Movimiento C4                     | 44.859  |
| Manuel Guillermo Infante Braiman                           | Partido Liberal Colombiano        | 44.836  |
| Jaime Dussán Calderón                                      | Mov. Educación y Cambio Social    | 44.347  |
| Camilo Hernando Torres Barrera                             | Partido Conservador Colombiano    | 43.619  |
| José Renan Trujillo García                                 | Partido Liberal Colombiano        | 43.466  |
| Carlina Rodríguez Rodríguez                                | Partido Conservador Colombiano    | 42.649  |
| Salomón Nader Nader                                        | Partido Liberal Colombiano        | 42.639  |
| Mario de Jesús Uribe Escobar                               | Partido Liberal Colombiano        | 42.263  |
| Luis Fernando Correa Bahamon                               | Partido Conservador Colombiano    | 42.204  |
| Carlos Salvador Albornoz Guerrero                          | Partido Conservador Colombiano    | 42.195  |
| Luis Eduardo Vives Lacouture                               | Partido Liberal Colombiano        | 41.735  |
| Luis Guillermo Vélez Trujillo                              | Partido Liberal Colombiano        | 41.669  |
| Viviane Aleyda Morales Hoyos                               | Partido Liberal Colombiano        | 41.608  |
| Javier Enrique Cáceres Leal                                | Partido Liberal Colombiano        | 41.527  |
| Guillermo Chávez Cristancho                                | Partido Conservador Colombiano    | 41.512  |
| Enrique Juvenal Herrera                                    | Partido Conservador Colombiano    | 41.420  |
| Guillermo Ocampo Ospina                                    | Partido Conservador Colombiano    | 41.347  |
| Gabriel Ignacio Zapata Correa                              | Partido Conservador Colombiano    | 41.420  |
| Gabriel Acosta Bendek                                      | Partido Conservador Colombiano    | 41.159  |
| Ricardo Aníbal Losada Márquez                              | Partido Liberal Colombiano        | 40.727  |
| Julio César Guerra Tulena                                  | Movimiento Colombia Mi País       | 40.661  |
| Luis Élmer Arenas Parra                                    | Movimiento Vamos Colombia         | 40.289  |
| Javier Ramírez Mejía                                       | Partido Liberal Colombiano        | 40.149  |
| Gabriel Camargo Salamanca                                  | Coalición                         | 39.146  |
| Oswaldo Darío Martínez Betancourt                          | Movimiento Popular Colombiano     | 38.850  |
| Camilo Armando Sánchez Ortega                              | Partido Liberal Colombiano        | 38.811  |
| Efraín José Cepeda Sarabia                                 | Partido Conservador Colombiano    | 38.552  |
| Carlos Eduardo Corsi Otalora                               | Movimiento Laicos Por Colombia    | 38.412  |
| José Matias Ortiz Sarmiento                                | Movimiento Ciudadano              | 38.278  |
| Jorge Armando Mendieta Poveda                              | Movimiento Ciudadano              | 38.238  |
| Roberto Antonio Pérez Santos                               | Movimiento Convergencia Popular   | 38.161  |
| Flora Sierra de Lara                                       | Partido Liberal Colombiano        | 38.040  |
| María Cleofe Martínez Martínez                             | Partido Liberal Colombiano        | 37.532  |
| Jesús Ángel Carrizosa Franco                               | Partido Conservador Colombiano    | 37.249  |
| Gustavo Enrique Sosa Pacheco                               | Movimiento Colombia Siempre       | -       |
| Efren Félix Tarapues Cuaical                               | Autoridades Indígenas de Colombia |         |
| Francisco Rojas Birry                                      | Movimiento Huella Ciudadana       |         |
| Fuente: Registraduria Nacional del Estado Civil, El Tiempo |                                   |         |

### Cámara de Representantes
En la Cámara de Representantes se eligieron parlamentarios en proporción de dos por cada departamento, más uno por cada 1% de la población, dos por comunidades afrodescendientes, uno por comunidades indígenas y uno por comunidades colombianas en el exterior, para un total de 166 escaños.

#### Votos por partido
Por la sumatoria total de votos obtenidos por cada partido o movimiento político, las colectividades que obtuvieron más del 1% de la votación total fueron:
| Número | Partido o movimiento              | Votos     | Porcentaje |
| ------ | --------------------------------- | --------- | ---------- |
| 1      | Partido Liberal Colombiano        | 4.022.739 | 50.0%      |
| 2      | Partido Conservador Colombiano    | 1.212.419 | 15.1%      |
| 3      | Nueva Fuerza Democrática          | 140.810   | 1.8%       |
| 4      | Movimiento Nacional Conservador   | 116.221   | 1.4%       |
| 5      | Movimiento Fuerza Progresista     | 110.648   | 1.4%       |
| 6      | Movimiento Ciudadano              | 90.927    | 1.1%       |
| 7      | Mov. Cívico Seriedad por Colombia | 80.528    | 1.0%       |

#### Escaños por partido
Sin incluir al candidato más votado de cada partido, por tratarse de una elección realizada mediante circunscripción departamental, la distribución de los 160 escaños departamentales de la Cámara quedaron de la siguiente forma:
| Número | Partido o movimiento                   | Escaños | Porcentaje |
| ------ | -------------------------------------- | ------- | ---------- |
| 1      | Partido Liberal Colombiano             | 82      |            |
| 2      | Partido Conservador Colombiano         | 27      |            |
| 3      | Movimiento Fuerza Progresista          | 4       |            |
| 4      | Movimiento Nacional Conservador        | 3       |            |
| 5      | Nueva Fuerza Democrática               | 3       |            |
| 6      | Alianza Social Indígena                | 2       |            |
| 7      | Movimiento Participación Ciudadana     | 2       |            |
| 8      | Movimiento Conservatismo Independiente | 2       |            |
| 8      | Movimiento de Integración Regional     | 2       |            |
| 9      | Independientes y otros movimientos     | 18      |            |
| 10     | Coaliciones                            | 13      |            |

1. ↑  Con un escaño cada uno. Entre otros: Movimiento Alternativa Democrática, Apertura Liberal, Partido Nacional Cristiano, Movimiento Nacional Progresista, Frente de Esperanza, Movimiento Cívico Seriedad por Colombia, Movimiento Conservatismo Independiente, Nueva Colombia, Movimiento de Salvación Nacional, Convergencia Popular Cívica, Movimiento Ciudadano, Movimiento Humbertista, Movimiento Cívico Independiente, Colombia Mi País.

### Representantes a la cámara electos
| Representante Electo               | Circunscripción    | Partido o movimiento                   | Votos   |
| ---------------------------------- | ------------------ | -------------------------------------- | ------- |
| José Antonio Salazar Ramírez       | Amazonas           | Partido Convergencia Ciudadana         | 2.681   |
| Jaime Puentes Cuéllar              | Amazonas           | Partido Liberal Colombiano             | 2.488   |
| Rubén Darío Quintero Villada       | Antioquia          | Partido Liberal Colombiano             | 37.611  |
| Benjamín Higuita Rivera            | Antioquia          | Fuerza Nacional Progresista            | 34.509  |
| Guillermo Gaviria Zapata           | Antioquia          | Partido Liberal Colombiano             | 31.453  |
| Manuel Ramiro Velásquez Arroyave   | Antioquia          | Coalición                              | 31.040  |
| Luis Fernando Duque García         | Antioquia          | Partido Liberal Colombiano             | 30.341  |
| Juan Ignacio Castrillón Roldán     | Antioquia          | Partido Conservador Colombiano         | 30.233  |
| William Vélez Mesa                 | Antioquia          | Partido Liberal Colombiano             | 29.030  |
| Gustavo de Jesús López Cortés      | Antioquia          | Partido Conservador Colombiano         | 28.366  |
| Ernesto de Jesús Mesa Arango       | Antioquia          | Partido Liberal Colombiano             | 26.694  |
| Gerardo de Jesús Cañas Jiménez     | Antioquia          | Fuerza Nacional Progresista            | 25.464  |
| Jorge Humberto González Noreña     | Antioquia          | Partido Liberal Colombiano             | 24.937  |
| Mario de Jesús Álvarez Celis       | Antioquia          | Partido Liberal Colombiano             | 24.829  |
| Pedro Antonio Jiménez Salazar      | Antioquia          | Fuerza Nacional Progresista            | 24.580  |
| Oscar Darío Pérez Pineda           | Antioquia          | Partido Conservador Colombiano         | 24.273  |
| Luis Norberto Guerra Vélez         | Antioquia          | Partido Conservador Colombiano         | 24.023  |
| José Héctor Arango Ángel           | Antioquia          | Partido Liberal Colombiano             | 23.606  |
| Luis Alfredo Colmenares Chía       | Arauca             | Partido Liberal Colombiano             | 11.350  |
| Octavio Sarmiento Bohórquez        | Arauca             | Coalición                              | 8.386   |
| Álvaro Antonio Ashton Giraldo      | Atlántico          | Partido Liberal Colombiano             | 73.342  |
| Jaime Cervantes Varelo             | Atlántico          | Partido Liberal Colombiano             | 50.000  |
| David Char Navas                   | Atlántico          | Partido Liberal Colombiano             | 38.768  |
| Jorge Alberto Gerlein Echevarría   | Atlántico          | Movimiento Conservatismo Independiente | 60.283  |
| Alonso Rafael Acosta Osio          | Atlántico          | Movimiento Participación Poular        | 55.859  |
| Eduardo Crissien Borrero           | Atlántico          | Movimiento Voluntad Popular            | 42.692  |
| Jaime Alejandro Amín Hernández     | Atlántico          | Movimiento Seriedad Colombia           | 40.852  |
| Antonio José Navarro Wolff         | Bogotá             | Movimiento Vía Alterna                 | 117.919 |
| María Isabel Rueda Serbousek       | Bogotá             | Coalición                              | 110.598 |
| Fernando Tamayo Tamayo             | Bogotá             | Movimiento Nacional                    | 47.213  |
| Germán Navas Talero                | Bogotá             | Movimiento Reconstrucción Democrática  | 40.936  |
| Pablo Ardila Sierra                | Bogotá             | Partido Liberal Colombiano             | 37.736  |
| José Gonzalo Gutiérrez             | Bogotá             | Participación Ciudadana                | 36.907  |
| César Castellanos Domínguez        | Bogotá             | Partido Nacional Cristiano             | 34.010  |
| Germán Varón Cotrino               | Bogotá             | Movimiento Colombia Siempre            | 33.098  |
| Roberto Camacho Weverberg          | Bogotá             | Movimiento Salvación Nacional          | 32.421  |
| Wilson Alfonso Borja               | Bogotá             | Movimiento Frente Político             | 32.028  |
| Luis Enrique Salas Moisés          | Bogotá             | Movimiento Nacional Cristiano          | 29.786  |
| Nelly Moreno Rojas                 | Bogotá             | Ind. Frente de Esperanza Fe            | 29.610  |
| Roberto Camacho Weverberg          | Bogotá             | Movimiento de Salvación Nacional       | 29.342  |
| Telesforo Pedraza Ortega           | Bogotá             | Nueva Fuerza Democrática               | 25.978  |
| Venus Albeiro Silva Gómez          | Bogotá             | Movimiento Participación Común         | 24.342  |
| José Ovidio Claros Polanco         | Bogotá             | Movimiento Progresistas                | 22.051  |
| Araminta Moreno Gutiérrez          | Bogotá             | Partido Popular Colombiano             | 19.871  |
| Sandra Rocío Ceballos Arevalo      | Bogotá             | Movimiento Convergente Popular         | 19.147  |
| Luis Eduardo Vargas Moreno         | Bolívar            | Partido Liberal                        | 55.560  |
| Germán Néstor Viana Guerrero       | Bolívar            | Mov. Voluntad Popular                  | 48.500  |
| José María Imbett Bermúdez         | Bolívar            | Partido Conservador                    | 48.340  |
| Alfonso López Cossio               | Bolívar            | Partido Liberal                        | 40.544  |
| Manuel de Jesús Berrio Torres      | Bolívar            | Mov. Apertura Liberal                  | 32.355  |
| Elías Raad Hernández               | Bolívar            | Partido Conservador Colombiano         | 29.910  |
| Zamir Silva Amín                   | Boyacá             | Partido Liberal Colombiano             | 32.351  |
| Luis Guillermo Jiménez Tamayo      | Boyacá             | Partido Liberal Colombiano             | 26.970  |
| Miguel Antonio Roa Vanegas         | Boyacá             | Partido Liberal Colombiano             | 26.701  |
| Camilo Hernando Torres Barrera     | Boyacá             | Partido Conservador Colombiano         | 37.969  |
| Marco Tulio Leguizamon Roa         | Boyacá             | Partido Conservador Colombiano         | 30.808  |
| Jorge Hernando Pedraza Gutiérrez   | Boyacá             | Partido Conservador Colombiano         | 28.384  |
| Adriana Gutiérrez Jaramillo        | Caldas             | Coalición                              | 75.349  |
| José Oscar González Grisales       | Caldas             | Partido Liberal Colombiano             | 36.700  |
| Tony Jozame Amar                   | Caldas             | Coalición                              | 36.025  |
| Juan Martin Hoyos Villegas         | Caldas             | Movimiento Republicano                 | 35.433  |
| Dixon Ferney Tapasco Triviño       | Caldas             | Partido Liberal                        | 31.051  |
| Luis Antonio Serrano Morales       | Caquetá            | Coalición                              | 14.688  |
| Luis Fernando Almario Rojas        | Caquetá            | Coalición                              | 11.397  |
| Óscar Leonidas Wilchez Carreño     | Casanare           | Coalición                              | 18.031  |
| Javier Enrique Vargas Barragan     | Casanare           | Partido Cambio Radical                 | 17.158  |
| César Laureano Negret Mosquera     | Cauca              | Partido Liberal                        | 37.708  |
| Jesús Ignacio García               | Cauca              | Partido Liberal                        | 22.593  |
| Luis Fernando Velasco              | Cauca              | Mov. Apertura Liberal                  | 24.452  |
| José Gerardo Piamba                | Cauca              | Movimiento Unionista                   | 27.884  |
| Miguel Ángel Duran Gelvis          | Cesar              | Movimiento de Integración Regional     | 29.648  |
| Jorge Enrique Ramírez Vásquez      | Cesar              | Partido Liberal Colombiano             | 28.716  |
| Alfredo Ape Cuello Baute           | Cesar              | Partido Conservador Colombiano         | 24.531  |
| Luis Alberto Monsalvo Gnecco       | Cesar              | Partido Liberal Colombiano             | 19.760  |
| Edgar Eulises Torres Murillo       | Chocó              | Partido Liberal Colombiano             | 25.828  |
| Odín Horacio Sánchez Montes de Oca | Chocó              | Partido Liberal Colombiano             | 12.301  |
| Freddy Ignacio Sánchez             | Córdoba            | Partido Liberal Colombiano             | 56.573  |
| Musa Besayle Fayad                 | Córdoba            | Partido Liberal Colombiano             | 52.552  |
| Zulema Jattin Corrales             | Córdoba            | Movimiento Apertura Liberal            | 61.522  |
| Eleonora Pineda Arcia              | Córdoba            | Movimiento Popular Unido               | 82.082  |
| Reginaldo Enrique Montes           | Córdoba            | Movimiento MIPOL                       | 48.302  |
| Clara Isabel Pinillos              | Cundinamarca       | Partido Liberal Colombiano             | 25.503  |
| Milton Rodríguez Sarmiento         | Cundinamarca       | Partido Conservador Colombiano         | 46.021  |
| José Ignacio Bermúdez              | Cundinamarca       | Coalición                              | 31.872  |
| Pedro María Ramírez Ramos          | Cundinamarca       | Coalición                              | 25.377  |
| Buenaventura León León             | Cundinamarca       | Movimiento Unionista                   | 47.686  |
| Betty Esperanza Moreno             | Cundinamarca       | Movimiento Nuevo Liberalismo           | 46.138  |
| Nancy Patricia Gutiérrez           | Cundinamarca       | Movimiento Colombia Siempre            | 39.322  |
| Sandra Arabella Velásquez          | Guainía            | Partido Liberal                        | 1.718   |
| Pedro Nelson Pardo                 | Guainía            | Mov. Comunal Colombiano                | 1.290   |
| José Albeiro Mejía                 | Guaviare           | Partido Conservador                    | 4.339   |
| Pedro José Arenas                  | Guaviare           | Mov. Comunal Colombiano                | 2.370   |
| Gloria Polanco De Lozada           | Huila              | Partido Conservador Colombiano         | 29.278  |
| Luis Jairo Ibarra                  | Huila              | Partido Conservador Colombiano         | 20.151  |
| Carlos Julio González Villa        | Huila              | Partido Liberal Colombiano             | 24.383  |
| Luis Enrique Dussán López          | Huila              | Movimiento Colombia Siempre            | 21.226  |
| Jaime Darío Espeleta               | La Guajira         | Partido Liberal                        | 49.800  |
| Eloy Francisco Hernández           | La Guajira         | Coalición                              | 35.082  |
| Jorge Luis Caballero               | Magdalena          | Partido Liberal Colombiano             | 65.170  |
| Joaquín José Vives                 | Magdalena          | Partido Liberal Colombiano             | 31.387  |
| Alfonso Antonio Campo Escobar      | Magdalena          | Coalición                              | 52.387  |
| José del Rosario Gamarra Sierra    | Magdalena          | Partido Cambio Radical                 | 49.899  |
| Sergio Díaz-Granados Guida         | Magdalena          | Movimiento Renovación Laboral          | 27.922  |
| Germán Velásquez Suárez            | Meta               | Partido Liberal                        | 35.241  |
| Jorge Carmelo Pérez                | Meta               | Partido Liberal                        | 27.583  |
| Omar Armando Baquero Soler         | Meta               | Partido Conservador                    | 27.109  |
| Myriam Alicia Paredes              | Nariño             | Partido Conservador                    | 54.489  |
| Eduardo Enríquez Maya              | Nariño             | Partido Conservador                    | 42.892  |
| Javier Tato Álvarez                | Nariño             | Partido Liberal                        | 37.319  |
| Manuel Enríquez Rosero             | Nariño             | Mov. Convergencia Popular              | 49.006  |
| Berner León Zambrano               | Nariño             | Mov. Integración Regional              | 37.442  |
| José Luis Flórez                   | Norte de Santander | Mov. Apertura Liberal                  | 47.630  |
| Carlos Augusto Celis               | Norte de Santander | Mov. MIPOL                             | 38.712  |
| Jorge Alberto García               | Norte de Santander | Coalición                              | 34.470  |
| Armando Amaya Álvarez              | Norte de Santander | Coalición                              | 31.505  |
| Albino García Fernández            | Norte de Santander | Mov. Unete Colombia                    | 28.632  |
| José Maya Burbano                  | Putumayo           | Partido Liberal                        | 10.229  |
| Jorge Coral Rivas                  | Putumayo           | Partido Conservador                    | 6.805   |